# KAA Gent
Die KAA Gent (Koninklijke Atletiek Associatie Gent) ist ein Profifußballverein aus dem belgischen Gent. Der Verein wurde am 1. Januar 1898 gegründet und spielt derzeit in der Division 1A. Zu dem Wappen des stilisierten Sioux-Häuptlings kam es, weil um die Jahrhundertwende Buffalo Bill (William Frederick Cody) mit seinem Western-Zirkus durch Europa zog und auch in Gent Station machte. Dort trat er eine Welle der Begeisterung los.
Der Klub wurde 2015 erstmals belgischer Meister. Den belgischen Pokal gewann der Verein viermal.

## Geschichte
Die KAA Gent spielte bis zum Ende der Saison 2012/13 im 1920 eröffneten Jules Ottenstadion, das den Zuschauern 12.919 Sitzplätze bietet. Ursprünglich sollte ein neues Stadion des Vereins schon 2006 fertiggestellt sein. Der Bau konnte jedoch durch eine Verzögerung in der Vergabe der Baugenehmigung erst ab März 2008 begonnen werden. Nach weiteren Verzögerungen konnte die Eröffnung der Ghelamco Arena am 17. Juli 2013 gefeiert werden. Die neue Heimstätte bietet 20.000 Zuschauern Platz. Die Trikots des Vereins, der auch „Buffalos“ genannt wird, sind blau-weiß.
Ab der Saison 2008/09 trainierte der ehemalige belgische Welttorhüter Michel Preud’homme die KAA und wurde damit Nachfolger des Norwegers Trond Sollied. Mit Preud’homme gewann die Mannschaft 2010 den belgischen Pokal und wurde Dritter in der Meisterschaft. Nachdem Michel Preud’homme im Sommer 2010 seinen Wechsel zum niederländischen Meister FC Twente Enschede bekannt gegeben hatte, wurde Francky Dury neuer Trainer der KAA Gent. Doch bereits nach einer Saison wurde er durch Trond Sollied ersetzt, der schon zweimal Trainer in Gent gewesen war.
Durch den zweiten Platz in den Meister-Play-offs der Saison 2009/10 spielte KAA Gent in der Saison 2010/11 in der Qualifikation zur UEFA Champions League. In der 3. Qualifikationsrunde schied die Mannschaft gegen den Favoriten Dynamo Kiew aus und spielte daraufhin in den Play-offs zur UEFA Europa League. Dort kam es zu einer Überraschung, als Feyenoord Rotterdam ausgeschaltet wurde. KAA Gent stand nun zum ersten Mal seit zehn Jahren wieder im Europapokal. Die Mannschaft erreichte zudem erstmals die Gruppenphase eines UEFA-Wettbewerbs. In einer Gruppe mit Sporting Lissabon, dem OSC Lille und Lewski Sofia wurde Gent jedoch nur Dritter und schied vorzeitig aus.
Den größten Erfolg der Vereinsgeschichte erreichte die KAA Gent am 21. Mai 2015, als man durch einen 2:0-Sieg gegen Standard Lüttich zum ersten Mal die belgische Meisterschaft gewinnen konnte. Dadurch war Gent zudem in der folgenden Saison automatisch für die Gruppenphase der UEFA Champions League qualifiziert. Als Verein mit dem drittgeringsten Klub-Koeffizienten war man in Lostopf 4 gesetzt und wurde zusammen mit dem russischen Meister Zenit Sankt Petersburg, dem spanischen FC Valencia und dem französischen Vizemeister Olympique Lyon in eine Gruppe gelost. Die erste Champions-League-Begegnung der Vereinshistorie fand am 16. September 2015 im Heimspiel gegen Lyon statt und endete 1:1 unentschieden. Nach zwei 1:2-Niederlagen in Sankt Petersburg und Valencia konnten die restlichen drei Partien der Vorrunde gewonnen werden (1:0 gegen Valencia, 2:1 in Lyon, 2:1 gegen Sankt Petersburg), wodurch man die Gruppenphase hinter Zenit als Zweitplatzierter abschloss und als erste belgische Mannschaft in die K.o.-Runde einzog. Dort schied Gent im Achtelfinale gegen den deutschen Pokalsieger VfL Wolfsburg aus.
In der Saison 2015/16 schloss man die reguläre Runde als Zweiter ab, rutschte aber in den Meister-Play-offs auf Platz 3 ab, so dass der Verein sich nur für die 3. Qualifikationsrunde der Europa League 2016/17 qualifizierte. Durch Siege über Cork City und KF Shkëndija wurde die Gruppenphase erreicht. Gent schloss die Gruppe als Zweiter hinter Schachtar Donezk bzw. vor Sporting Braga und Konyaspor ab. Im Sechzehntelfinale wurde Tottenham Hotspur bezwungen. Im Achtelfinale kam es zu einem rein belgischen Duell gegen den KRC Genk, wo Gent mit insgesamt 3:6 ausschied.
Auch in der nächsten Saison beendete der Verein die Meister-Play-offs auf Platz 3. Er scheiterte aber in der 3. Qualifikationsrunde zur Europa League 2017/18 am österreichischen Verein SCR Altach. In der Saison 2017/18 konnte der Verein nur den vierten Platz am Ende der Meister-Play-offs erreichen. Da Standard Lüttich als Pokalsieger in diesem Jahr auf Platz 2 der Abschlusstabelle stand, reichte der 4. Platz zum Erreichen der 3. Qualifikationsrunde zur Europa League 2018/19. Diese Runde gewann man gegen den polnischen Verein Jagiellonia Białystok. In den Play-off-Spielen schied man gegen Girondins Bordeaux aus.
Die Saison 2018/19 wurde als Fünfter der Meister-Play-offs beendet. Weiters konnte man im belgischen Pokal das Finale erreichen, wo man jedoch dem KV Mechelen mit 1:2 unterlag. Nachdem am 17. Juli 2019 das belgische Schiedsgericht für den Sport als Berufungsinstanz entschied, den KV Mechelen wegen der Manipulation des Spieles zwischen ihm und Waasland-Beveren am 11. März 2018 in der Saison 2017/18 in der ersten Division unter anderem mit dem Ausschluss aus der Europa League zu bestrafen, wurde dieser Ausschluss am 18. Juli 2019 von der UEFA bestätigt. Alle belgischen Vereine rückten um einen Qualifikationsplatz auf. Den damit frei gewordenen letzten Platz übernahm die KAA Gent als erster nicht qualifizierter Verein, so dass sie für die Europa League qualifiziert war und dort als erstes Spiel in der 2. Qualifikationsrunde gegen FC Viitorul Constanța spielte. Gent erhielt dabei die offizielle Zulassung für die Europa League eine Woche vor dem ersten Spiel.
Über die weiteren Qualifikationsrunden erreichte der Verein schließlich die Gruppenphase, wo er die Gruppe I gegen den VfL Wolfsburg, die AS Saint-Étienne und den FK Oleksandrija mit drei Siegen und drei Unentschieden gewann. Gent nahm daraufhin am Sechzehntelfinale teil, wo er gegen die AS Rom unterlag.
Die Saison 2019/20 wurde wegen der COVID-19-Pandemie abgebrochen. Gent belegte in der Abbruchtabelle Platz 2 und war so für 3. Qualifikationsrunde zur Champions League qualifiziert. Da diese wegen des verspäteten Saisonendes in vielen europäischen Ligen später als gewöhnlich begann, fand diese ohne Rückspiel statt. Das Los entschied, dass Gent nur zu Hause gegen SK Rapid Wien spielte. Durch einen 2:1-Sieg erreichte der Verein die Play-off-Runde. Nach zwei Niederlagen dort gegen Dynamo Kiew spielte Gent in der Gruppenphase der Europa League und wurde dort in Gruppe L mit der TSG 1899 Hoffenheim, dem FK Roter Stern Belgrad und Slovan Liberec gelost. Alle sechs Spiele wurden verloren. Gent stand am Ende ohne Punkt auf dem letzten Platz.
Nachdem in der neuen Saison 2020/21 Gent die ersten zwei Spiele verloren hatte, wurde am 20. August 2020 Jess Thorup als Trainer entlassen. Als neuer Trainer wurde am gleichen Tag mit einem Vertrag mit einer Laufzeit von zwei Jahren László Bölöni eingestellt. Bereits am 14. September 2020 trennte sich der Verein nach zwei Niederlagen und einem Sieg wieder von Bölöni. Er verwies dabei auch auf die Atmosphäre im Team. Als neuer Trainer wurde Wim De Decker verpflichtet. Anfang Dezember 2020 wurde De Decker nach der fünften Niederlage in der Europa League in fünf Spielen (Gegner: Slovan Liberec) entlassen und Hein Vanhaezebrouck als neuer Trainer verpflichtet.
Die Hauptrunde der Saison 2020/21 beendete Gent auf Platz 7. In den folgenden Europa-Play-offs gelang es dem Verein, diese als Bester abzuschließen und damit in die 2. Qualifikationsrunde der Europa Conference League 2021/22 einzuziehen. Durch Siege gegen Vålerenga Oslo aus Norwegen, FK RFS aus Lettland und Raków Częstochowa aus Polen wurde die Gruppenphase erreicht. In der Gruppe B traf der Verein auf FK Partizan Belgrad (Serbien), Anorthosis Famagusta (Zypern) und den FC Flora Tallinn (Estland). Mit 13 Punkten wurde die Gruppe auf Platz 1 abgeschlossen, so dass das Achtelfinale erreicht wurde. Hier verlor Gent zweimal gegen PAOK Thessaloniki, so dass der Verein aus dem Europapokal ausschied.
In der Saison 2021/22 wurde die Hauptrunde mit einem Punkt Rückstand auf Platz 5 beendet, so dass die Meister-Play-off-Runde verfehlt wurde. Im Pokal wurde mit Siegen über Standard Lüttich und dem FC Brügge das Finale gegen den RSC Anderlecht erreicht, das nach torlosem Ausgang nach Verlängerung im Elfmeterschießen gewonnen wurde. Dadurch war der Verein für die Play-off-Runde der Europa League qualifiziert. Die Europa-Play-offs waren damit für den Verein ohne sportlichen Wert, da darüber nur die Qualifikation zur Conference League erreicht werden konnten, wurden aber von Gent mit sechs Punkten Vorsprung gewonnen.
Die Play-offs zur Europa League gingen mit zwei Niederlagen gegen den zypriotischen Verein Omonia Nikosia verloren, so dass Gent in die Gruppenphase der Conference League abstieg. In der Gruppe F traf der Verein auf Djurgårdens IF Fotbollsförening aus Schweden, Molde FK aus Norwegen und Shamrock Rovers aus Irland. Mit je zwei Siegen, Unentschieden und Niederlagen wurde Platz 2 erreicht, so dass der Verein in der Zwischenrunde gegen Qarabağ Ağdam aus Aserbaidschan traf. Beide Spiele endeten jeweils mit einem 1:0-Sieg für die Heimmannschaft, Gent setzte sich schlussendlich im Elfmeterschießen durch. Im Achtelfinale behielt man gegen Istanbul Başakşehir FK die Oberhand und siegte nach einem 1:1-Remis zuhause mit 4:1 im auswärtigen Rückspiel. Auch im Viertelfinale gegen den späteren Wettbewerbssieger West Ham United gab es zuerst ein 1:1 vor heimischer Kulisse, ehe man in London mit 1:4 unterlag.
Gent spielte als Fünftplatzierter der Division 1A 2022/23 in den Play-offs um den Qualifikationsplatz zur UEFA Europa Conference League 2023/24. Die Mannschaft sicherte sich diesen und holte gegen MŠK Žilina, Pogoń Stettin und APOEL Nikosia fünf Siege aus sechs Qualifikationsspielen. Lediglich gegen Pogon Stettin setzte es nach einem 5:0-Kantersieg im Hinspiel eine unbedeutende 1:2-Niederlage im Rückspiel. Der Verein spielte in Gruppe B gegen Maccabi Tel Aviv, Sorja Luhansk und Breiðablik Kópavogur und belegte hierbei mit 13 Punkten den zweiten Platz. In der Zwischenrunde bekam man es nach Maccabi Tel Aviv auch mit Maccabi Haifa zu tun. Gent unterlag im Hinspiel mit 0:1, das Rückspiel endete mit 1:1 unentschieden. In der Liga sicherte sich der Verein lediglich den siebten Platz, da man gegen den punktgleichen Cercle Brügge eine geringere Zahl Siege und gegen KRC Genk bei gleicher Zahl Siege die schlechte Tordifferenz hatte. Der Verein war der beste unter jenen in den Play-offs um den Conference-League-Qualifikationsplatz und sicherte sich diesen nach einem 1:0 im Entscheidungsspiel gegen Genk.

## Vereinsnamen
- 1864 = Société Gymnastique 1864 La Gantoise
- 1891 = Association Athlétique La Gantoise
- 1914 = Association Royale Athlétique La Gantoise
- 1971 = Koninklijke Atletiek Associatie Gent

## Erfolge
- Belgischer Meister (1)
  - 2015
- Belgischer Pokalsieger (4)
  - 1964, 1984, 2010, 2022
- Belgischer Supercup (1)
  - 2015
- Belgischer Zweitligameister (2)
  - 1968, 1980

## Europapokalbilanz
| Saison  | Wettbewerb                    | Runde                  | Gegner                  | Gesamt          | Hin       | Rück          |
| ------- | ----------------------------- | ---------------------- | ----------------------- | --------------- | --------- | ------------- |
| 1963/64 | Messestädte-Pokal             | 1. Runde               | 1. FC Köln              | 2:4             | 1:3 (A)   | 1:1 (H)       |
| 1964/65 | Europapokal der Pokalsieger   | Vorrunde               | West Ham United         | 1:2             | 0:1 (H)   | 1:1 (A)       |
| 1966/67 | Messestädte-Pokal             | 2. Runde               | Girondins Bordeaux      | 1:0             | 1:0 (H)   | 0:0 (A)       |
| 1966/67 | Messestädte-Pokal             | 3. Runde               | FC Kilmarnock           | 1:3             | 0:1 (A)   | 1:2 n. V. (H) |
| 1970/71 | Messestädte-Pokal             | 1. Runde               | Hamburger SV            | 1:8             | 0:1 (H)   | 1:7 (A)       |
| 1982/83 | UEFA-Pokal                    | 1. Runde               | SBV Haarlem             | 4:5             | 1:2 (A)   | 3:3 (H)       |
| 1983/84 | UEFA-Pokal                    | 1. Runde               | RC Lens                 | 2:3             | 1:1 (H)   | 1:2 n. V. (A) |
| 1984/85 | Europapokal der Pokalsieger   | 1. Runde               | Celtic Glasgow          | 1:3             | 1:0 (H)   | 0:3 (A)       |
| 1986/87 | UEFA-Pokal                    | 1. Runde               | Jeunesse Esch           | 3:2             | 2:1 (A)   | 1:1 (H)       |
| 1986/87 | UEFA-Pokal                    | 2. Runde               | Sportul Studențesc      | 4:1             | 3:0 (A)   | 1:1 (H)       |
| 1986/87 | UEFA-Pokal                    | Achtelfinale           | IFK Göteborg            | 0:5             | 0:1 (H)   | 0:4 (A)       |
| 1991/92 | UEFA-Pokal                    | 1. Runde               | FC Lausanne-Sport       | 1:1 (4:1 i. E.) | 0:1 (H)   | 1:0 n. V. (A) |
| 1991/92 | UEFA-Pokal                    | 2. Runde               | Eintracht Frankfurt     | 1:0             | 0:0 (H)   | 1:0 (A)       |
| 1991/92 | UEFA-Pokal                    | Achtelfinale           | FK Dynamo Moskau        | 2:0             | 2:0 (H)   | 0:0 (A)       |
| 1991/92 | UEFA-Pokal                    | Viertelfinale          | Ajax Amsterdam          | 0:3             | 0:0 (H)   | 0:3 (A)       |
| 2000/01 | UEFA-Pokal                    | Qualifikation          | ÍA Akranes              | 6:2             | 3:0 (A)   | 3:2 (H)       |
| 2000/01 | UEFA-Pokal                    | 1. Runde               | Ajax Amsterdam          | 0:9             | 0:6 (H)   | 0:3 (A)       |
| 2001    | UEFA Intertoto Cup            | 2. Runde               | NK Čelik Zenica         | 2:1             | 0:1 (A)   | 2:0 (H)       |
| 2001    | UEFA Intertoto Cup            | 3. Runde               | Werder Bremen           | (a)3:3(a)       | 3:2 (A)   | 0:1 (H)       |
| 2001    | UEFA Intertoto Cup            | Halbfinale             | Paris Saint-Germain     | 1:7             | 0:0 (H)   | 1:7 (A)       |
| 2002    | UEFA Intertoto Cup            | 2. Runde               | St Patrick’s Athletic   | (a)3:3(a)       | 2:0 (H)   | 1:3 (A)       |
| 2002    | UEFA Intertoto Cup            | 3. Runde               | FC Málaga               | 1:4             | 0:3 (A)   | 1:1 (H)       |
| 2004    | UEFA Intertoto Cup            | 1. Runde               | Fylkir Reykjavík        | 3:1             | 2:1 (A)   | 1:0 (H)       |
| 2004    | UEFA Intertoto Cup            | 2. Runde               | Vardar Skopje           | 1:1 (3:4 i. E.) | 0:1 (A)   | 1:0 n. V. (H) |
| 2005    | UEFA Intertoto Cup            | 1. Runde               | Bohemians Dublin        | 3:2             | 0:1 (A)   | 3:1 (H)       |
| 2005    | UEFA Intertoto Cup            | 2. Runde               | FC Tescoma Zlín         | 1:0             | 1:0 (H)   | 0:0 (A)       |
| 2005    | UEFA Intertoto Cup            | 3. Runde               | FC Valencia             | 0:2             | 0:0 (H)   | 0:2 (A)       |
| 2006    | UEFA Intertoto Cup            | 3. Runde               | Grasshopper Club Zürich | 2:3             | 1:2 (A)   | 1:1 (H)       |
| 2007    | UEFA Intertoto Cup            | 2. Runde               | Cliftonville FC         | 6:0             | 2:0 (H)   | 4:0 (A)       |
| 2007    | UEFA Intertoto Cup            | 3. Runde               | Aalborg BK              | 2:3             | 1:1 (H)   | 1:2 (A)       |
| 2008/09 | UEFA-Pokal                    | 2. Qualifikationsrunde | Kalmar FF               | 2:5             | 2:1 (H)   | 0:4 (A)       |
| 2009/10 | UEFA Europa League            | 2. Qualifikationsrunde | Naftan Nawapolazk       | (a)2:2(a)       | 1:2 (A)   | 1:0 (H)       |
| 2009/10 | UEFA Europa League            | 3. Qualifikationsrunde | AS Rom                  | 02:10           | 1:3 (A)   | 1:7 (H)       |
| 2010/11 | UEFA Champions League         | 3. Qualifikationsrunde | Dynamo Kiew             | 1:6             | 0:3 (A)   | 1:3 (H)       |
| 2010/11 | UEFA Europa League            | Play-offs              | Feyenoord Rotterdam     | 2:1             | 0:1 (A)   | 2:0 (H)       |
| 2010/11 | UEFA Europa League            | Gruppenphase           | Lewski Sofia            | 3:3             | 2:3 (A)   | 1:0 (H)       |
| 2010/11 | UEFA Europa League            | Gruppenphase           | OSC Lille               | 1:4             | 1:1 (H)   | 0:3 (A)       |
| 2010/11 | UEFA Europa League            | Gruppenphase           | Sporting Lissabon       | 4:6             | 1:5 (A)   | 3:1 (H)       |
| 2012/13 | UEFA Europa League            | 2. Qualifikationsrunde | FC Differdingen 03      | 4:2             | 1:0 (A)   | 3:2 (H)       |
| 2012/13 | UEFA Europa League            | 3. Qualifikationsrunde | Videoton FC             | 0:4             | 0:1 (A)   | 0:3 (H)       |
| 2015/16 | UEFA Champions League         | Gruppenphase           | Olympique Lyon          | 3:2             | 1:1 (H)   | 2:1 (A)       |
| 2015/16 | UEFA Champions League         | Gruppenphase           | Zenit Sankt Petersburg  | 3:3             | 1:2 (A)   | 2:1 (H)       |
| 2015/16 | UEFA Champions League         | Gruppenphase           | FC Valencia             | 2:2             | 1:2 (A)   | 1:0 (H)       |
| 2015/16 | UEFA Champions League         | Achtelfinale           | VfL Wolfsburg           | 2:4             | 2:3 (H)   | 0:1 (A)       |
| 2016/17 | UEFA Europa League            | 3. Qualifikationsrunde | FC Viitorul Constanța   | 5:0             | 5:0 (H)   | 0:0 (A)       |
| 2016/17 | UEFA Europa League            | Play-offs              | KF Shkëndija            | 6:1             | 2:1 (H)   | 4:0 (A)       |
| 2016/17 | UEFA Europa League            | Gruppenphase           | Sporting Braga          | 3:3             | 1:1 (A)   | 2:2 (H)       |
| 2016/17 | UEFA Europa League            | Gruppenphase           | Konyaspor               | 3:0             | 2:0 (H)   | 1:0 (A)       |
| 2016/17 | UEFA Europa League            | Gruppenphase           | Schachtar Donezk        | 03:10           | 0:5 (A)   | 3:5 (H)       |
| 2016/17 | UEFA Europa League            | Sechzehntelfinale      | Tottenham Hotspur       | 3:2             | 1:0 (H)   | 2:2 (A)       |
| 2016/17 | UEFA Europa League            | Achtelfinale           | KRC Genk                | 3:6             | 2:5 (H)   | 1:1 (A)       |
| 2017/18 | UEFA Europa League            | 3. Qualifikationsrunde | SCR Altach              | 2:4             | 1:1 (H)   | 1:3 (A)       |
| 2018/19 | UEFA Europa League            | 3. Qualifikationsrunde | Jagiellonia Białystok   | 4:1             | 1:0 (A)   | 3:1 (H)       |
| 2018/19 | UEFA Europa League            | Play-offs              | Girondins Bordeaux      | 0:2             | 0:0 (H)   | 0:2 (A)       |
| 2019/20 | UEFA Europa League            | 2. Qualifikationsrunde | FC Viitorul Constanța   | 7:5             | 6:3 (H)   | 1:2 (A)       |
| 2019/20 | UEFA Europa League            | 3. Qualifikationsrunde | AEK Larnaka             | 4:1             | 1:1 (A)   | 3:0 (H)       |
| 2019/20 | UEFA Europa League            | Play-offs              | HNK Rijeka              | 3:2             | 2:1 (H)   | 1:1 (A)       |
| 2019/20 | UEFA Europa League            | Gruppenphase           | AS Saint-Étienne        | 3:2             | 3:2 (H)   | 0:0 (A)       |
| 2019/20 | UEFA Europa League            | Gruppenphase           | FK Oleksandrija         | 3:2             | 1:1 (A)   | 2:1 (H)       |
| 2019/20 | UEFA Europa League            | Gruppenphase           | VfL Wolfsburg           | 5:3             | 2:2 (H)   | 3:1 (A)       |
| 2019/20 | UEFA Europa League            | Sechzehntelfinale      | AS Rom                  | 1:2             | 0:1 (A)   | 1:1 (H)       |
| 2020/21 | UEFA Champions League         | 3. Qualifikationsrunde | Rapid Wien              | 2:1             | 2:1 (H)   |               |
| 2020/21 | UEFA Champions League         | Play-offs              | Dynamo Kiew             | 1:5             | 1:2 (H)   | 0:3 (A)       |
| 2020/21 | UEFA Europa League            | Gruppenphase           | Slovan Liberec          | 1:3             | 0:1 (H)   | 1:2 (A)       |
| 2020/21 | UEFA Europa League            | Gruppenphase           | TSG 1899 Hoffenheim     | 2:8             | 1:4 (H)   | 1:4 (A)       |
| 2020/21 | UEFA Europa League            | Gruppenphase           | FK Roter Stern Belgrad  | 1:4             | 1:2 (A)   | 0:2 (H)       |
| 2021/22 | UEFA Europa Conference League | 2. Qualifikationsrunde | Vålerenga Oslo          | 4:2             | 4:0 (H)   | 0:2 (A)       |
| 2021/22 | UEFA Europa Conference League | 3. Qualifikationsrunde | FK RFS                  | 3:2             | 2:2 (A)   | 1:0 (H)       |
| 2021/22 | UEFA Europa Conference League | Play-offs              | Raków Częstochowa       | 3:1             | 0:1 (A)   | 3:0 (H)       |
| 2021/22 | UEFA Europa Conference League | Gruppenphase           | FC Flora Tallinn        | 2:0             | 1:0 (A)   | 1:0 (H)       |
| 2021/22 | UEFA Europa Conference League | Gruppenphase           | Anorthosis Famagusta    | 2:1             | 2:0 (H)   | 0:1 (A)       |
| 2021/22 | UEFA Europa Conference League | Gruppenphase           | Partizan Belgrad        | 2:1             | 1:0 (A)   | 1:1 (H)       |
| 2021/22 | UEFA Europa Conference League | Achtelfinale           | PAOK                    | 1:3             | 0:1 (A)   | 1:2 (H)       |
| 2022/23 | UEFA Europa League            | Play-offs              | Omonia Nikosia          | 0:4             | 0:2 (H)   | 0:2 (A)       |
| 2022/23 | UEFA Europa Conference League | Gruppenphase           | Molde FK                | 4:0             | 0:0 (A)   | 4:0 (H)       |
| 2022/23 | UEFA Europa Conference League | Gruppenphase           | Shamrock Rovers         | 4:1             | 3:0 (H)   | 1:1 (A)       |
| 2022/23 | UEFA Europa Conference League | Gruppenphase           | Djurgårdens IF          | 2:5             | 0:1 (H)   | 2:4 (A)       |
| 2022/23 | UEFA Europa Conference League | Zwischenrunde          | Qarabağ Ağdam           | 1:1 (5:3 i. E.) | 0:1 (A)   | 1:0 n. V. (H) |
| 2022/23 | UEFA Europa Conference League | Achtelfinale           | Istanbul Başakşehir FK  | 5:2             | 1:1 (H)   | 4:1 (A)       |
| 2022/23 | UEFA Europa Conference League | Viertelfinale          | West Ham United         | 2:5             | 1:1 (H)   | 1:4 (A)       |
| 2023/24 | UEFA Europa Conference League | 2. Qualifikationsrunde | MŠK Žilina              | 10:3            | 5:1 (H)   | 5:2 (A)       |
| 2023/24 | UEFA Europa Conference League | 3. Qualifikationsrunde | Pogoń Stettin           | 6:2             | 5:0 (H)   | 1:2 (A)       |
| 2023/24 | UEFA Europa Conference League | Play-offs              | APOEL Nikosia           | 4:1             | 2:0 (H)   | 2:1 (A)       |
| 2023/24 | UEFA Europa Conference League | Gruppenphase           | Sorja Luhansk           | 5:2             | 1:1 (A) a | 4:1 (H)       |
| 2023/24 | UEFA Europa Conference League | Gruppenphase           | Maccabi Tel Aviv        | 3:3             | 2:0 (H)   | 1:3 (A) b     |
| 2023/24 | UEFA Europa Conference League | Gruppenphase           | Breiðablik Kópavogur    | 8:2             | 5:0 (H)   | 3:2 (A)       |
| 2023/24 | UEFA Europa Conference League | Zwischenrunde          | Maccabi Haifa           | 1:2             | 0:1 (A) c | 1:1 (H)       |
| 2024/25 | UEFA Conference League        | 2. Qualifikationsrunde | Víkingur Gøta           | 7:1             | 4:1 (H)   | 3:0 (A)       |
| 2024/25 | UEFA Conference League        | 3. Qualifikationsrunde | Silkeborg IF            | 5:4             | 2:2 (A)   | 3:2 n. V. (H) |
| 2024/25 | UEFA Conference League        | Play-offs              | FK Partizan Belgrad     | 2:0             | 1:0 (A)   | 1:0 (H)       |
| 2024/25 | UEFA Conference League        | Ligaphase              | FC Chelsea              | 2:4             | (A)       |               |
| 2024/25 | UEFA Conference League        | Ligaphase              | Molde FK                | 2:1             | (H)       |               |
| 2024/25 | UEFA Conference League        | Ligaphase              | Omonia Nikosia          | 1:0             | (H)       |               |
| 2024/25 | UEFA Conference League        | Ligaphase              | FC Lugano               | 0:2             | (A)       |               |
| 2024/25 | UEFA Conference League        | Ligaphase              | FK TSC                  | 3:0             | (H)       |               |
| 2024/25 | UEFA Conference League        | Ligaphase              | Larne FC                | 0:1             | (A)       |               |
| 2024/25 | UEFA Conference League        | Play-offs              | Betis Sevilla           | 1:3             | 0:3 (H)   | 1:0 (A)       |

Gesamtbilanz: 187 Spiele, 74 Siege, 40 Unentschieden, 73 Niederlagen, 249:261 Tore (Tordifferenz −12)

## Kader der Saison 2025/26
(Stand: 20. August 2025)
| Nr. |                              | Position | Name             |
| --- | ---------------------------- | -------- | ---------------- |
| 2   | Kamerun                      | AB       | Samuel Kotto     |
| 3   | Estland                      | AB       | Maksim Paskotsi  |
| 5   | Marokko                      | AB       | Ismaël Kandouss  |
| 6   | Israel                       | AB       | Omri Gandelman   |
| 7   | Elfenbeinküste               | ST       | Wilfried Kanga   |
| 9   | Island                       | ST       | Andri Guðjohnsen |
| 10  | Niederlande                  | MF       | Aimé Omgba       |
| 11  | Schweden                     | ST       | Momodou Sonko    |
| 12  | Zentralafrikanische Republik | AB       | Hugo Gambor      |
| 13  | Serbien                      | AB       | Stefan Mitrović  |
| 14  | Belgien                      | ST       | Dante Vanzeir    |
| 15  | Japan                        | MF       | Atsuki Itō       |
| 17  | Belgien                      | MF       | Mathias Delorge  |
| 18  | Belgien                      | MF       | Matisse Samoise  |
| 19  | Schweiz                      | ST       | Franck Surdez    |

| Nr. |                | Position | Name                 |
| --- | -------------- | -------- | -------------------- |
| 20  | Portugal       | AB       | Tiago Araújo         |
| 21  | England        | ST       | Max Dean             |
| 22  | Portugal       | MF       | Leonardo Lopes       |
| 23  | Belgien        | TW       | Tom Vandenberghe     |
| 25  | Marokko        | AB       | Hatim Es-Saoubi      |
| 26  | Belgien        | AB       | Bram Lagae           |
| 27  | Belgien        | MF       | Tibe De Vlieger      |
| 28  | Belgien        | MF       | Mohammed El Âdfaoui  |
| 29  | Kap Verde      | ST       | Hélio Varela         |
| 30  | Belgien        | TW       | Kjell Peersman       |
| 33  | Belgien        | TW       | Davy Roef            |
| 35  | Belgien        | AB       | Gilles De Meyer      |
| 37  | Algerien       | MF       | Abdelkahar Kadri     |
| 44  | Belgien        | AB       | Siebe Van der Heyden |
| 45  | Elfenbeinküste | ST       | Hyllarion Goore      |

## Trainer
| Amtszeit        | Nat.        | Trainer             |
| --------------- | ----------- | ------------------- |
| .001989–.001993 | Belgien     | René Vandereycken   |
| –               | –           | –                   |
| .001997–.001998 | Niederlande | Johan Boskamp       |
| –               | –           | –                   |
| 07.2002–11.2003 | Niederlande | Jan Olde Riekerink  |
| –               | –           | –                   |
| .002008–.002010 | Belgien     | Michel Preud’homme  |
| –               | –           | –                   |
| 10.2017–10.2018 | Belgien     | Yves Vanderhaeghe   |
| 10.2018–08.2020 | Danemark    | Jess Thorup         |
| 08.2020–09.2020 | Rumänien    | László Bölöni       |
| 09.2020–12.2020 | Belgien     | Wim De Decker       |
| 12.2020–        | Belgien     | Hein Vanhaezebrouck |

## Präsidenten
| Amtszeit  | Nat.    | Präsident               |
| --------- | ------- | ----------------------- |
| 1901      | Belgien | Hector Priem            |
| 1902–1907 | Belgien | Adolphe Dangotte        |
| 1907–1911 | Belgien | Adolf Gaeremijnck       |
| 1912      | Belgien | Hector Priem            |
| 1912      | Belgien | Jacques Feyerick        |
| 1913–1928 | Belgien | Pierre Van Bleyenberghe |
| 1929–1938 | Belgien | Adrien Stassart         |
| 1939–1963 | Belgien | Achiel Delongie         |
| 1964–1966 | Belgien | René Hoste              |
| 1967–1975 | Belgien | Freddy Mastelinck       |
| 1976–1984 | Belgien | Albert De Meester       |
| 1985–1987 | Belgien | Robert Naudts           |
| 1988–1998 | Belgien | Jean Van Milders        |
| 1999–2024 | Belgien | Ivan De Witte           |
| 2024–     | Belgien | Sam Baro                |